# Areoda espiritosantensis
Areoda espiritosantensis är en skalbaggsart som beskrevs av Ohaus 1905. Areoda espiritosantensis ingår i släktet Areoda och familjen Rutelidae. Inga underarter finns listade.